# World Team Trophy 2013
World Team Trophy 2013 – 3. edycja zawodów drużynowych w łyżwiarstwie figurowym, które odbywały się od 11 do 14 kwietnia 2013 w hali Yoyogi National Gymnasium w Tokio.
W zawodach wzięło udział 6 reprezentacji, zaś w skład każdej z nich wchodziło: dwóch solistów, dwie solistki, jedna para sportowa i jedna para taneczna. Zwyciężyły Stany Zjednoczone, srebro zdobyła Kanada, zaś brąz Japonia.

## Medaliści
| Złoto | Srebro | Brąz                                                                                             |
| Stany Zjednoczone · Max Aaron · Jeremy Abbott · Gracie Gold · Ashley Wagner · Marissa Castelli / Simon Shnapir · Madison Chock / Evan Bates | Kanada · Patrick Chan · Kevin Reynolds · Gabrielle Daleman · Kaetlyn Osmond · Meagan Duhamel / Eric Radford · Kaitlyn Weaver / Andrew Poje | Japonia · Takahito Mura · Daisuke Takahashi · Mao Asada · Akiko Suzuki · Cathy Reed / Chris Reed |

## Składy reprezentacji
| Reprezentacja     | Soliści                           | Solistki                                   | Pary sportowe                      | Pary taneczne                    |
| ----------------- | --------------------------------- | ------------------------------------------ | ---------------------------------- | -------------------------------- |
| Chiny             | Wang Yi Yan Han                   | Li Zijun Zhang Kexin                       | Peng Cheng / Zhang Hao             | Yu Xiaoyang / Wang Chen          |
| Francja           | Brian Joubert Romain Ponsart      | Lénaëlle Gilleron-Gorry Maé-Bérénice Méité | Vanessa James / Morgan Ciprès      | Pernelle Carron / Lloyd Jones    |
| Japonia           | Takahito Mura Daisuke Takahashi   | Mao Asada Akiko Suzuki                     | DNS                                | Cathy Reed / Chris Reed          |
| Kanada            | Patrick Chan Kevin Reynolds       | Gabrielle Daleman Kaetlyn Osmond           | Meagan Duhamel / Eric Radford      | Kaitlyn Weaver / Andrew Poje     |
| Rosja             | Maksim Kowtun Konstantin Mieńszow | Adelina Sotnikowa Jelizawieta Tuktamyszewa | Tetiana Wołosożar / Maksim Trańkow | Ksienija Mońko / Kiriłł Chalawin |
| Stany Zjednoczone | Max Aaron Jeremy Abbott           | Gracie Gold Ashley Wagner                  | Marissa Castelli / Simon Shnapir   | Madison Chock / Evan Bates       |

## Wyniki

### Soliści
| Poz. | Zawodnik            | Reprezentacja     | Nota łączna | SP | SP    | FS  | FS     | Pts. |
| ---- | ------------------- | ----------------- | ----------- | -- | ----- | --- | ------ | ---- |
| 1    | Daisuke Takahashi   | Japonia           | 249,52      | 2  | 80,87 | 1   | 168,65 | 12   |
| 2    | Patrick Chan        | Kanada            | 240,21      | 1  | 86,67 | 5   | 153,54 | 11   |
| 3    | Kevin Reynolds      | Kanada            | 237,65      | 9  | 73,52 | 2   | 164,13 | 10   |
| 4    | Max Aaron           | Stany Zjednoczone | 236,62      | 6  | 77,38 | 3   | 159,24 | 9    |
| 5    | Takahito Mura       | Japonia           | 233,68      | 5  | 77,65 | 4   | 156,03 | 8    |
| 6    | Jeremy Abbott       | Stany Zjednoczone | 231,84      | 4  | 80,24 | 6   | 151,60 | 7    |
| 7    | Brian Joubert       | Francja           | 227,95      | 8  | 76,55 | 7   | 151,40 | 6    |
| 8    | Maksim Kowtun       | Rosja             | 221,79      | 7  | 76,67 | 8   | 145,12 | 5    |
| 9    | Yan Han             | Chiny             | 207,81      | 10 | 64,54 | 9   | 143,27 | 4    |
| 10   | Wang Yi             | Chiny             | 183,57      | 11 | 58,30 | 10  | 125,27 | 3    |
| 11   | Romain Ponsart      | Francja           | 165,59      | 12 | 57,39 | 11  | 108,20 | 2    |
| WD   | Konstantin Mieńszow | Rosja             | DNF         | 3  | 80,60 | DNF | DNF    | 0    |

### Solistki
| Poz. | Zawodniczka              | Reprezentacja     | Nota łączna | SP | SP    | FS | FS     | Pts. |
| ---- | ------------------------ | ----------------- | ----------- | -- | ----- | -- | ------ | ---- |
| 1    | Akiko Suzuki             | Japonia           | 199,58      | 2  | 66,56 | 1  | 133,02 | 12   |
| 2    | Ashley Wagner            | Stany Zjednoczone | 188,60      | 4  | 59,77 | 2  | 128,83 | 11   |
| 3    | Gracie Gold              | Stany Zjednoczone | 188,03      | 3  | 60,98 | 3  | 127,05 | 10   |
| 4    | Adelina Sotnikowa        | Rosja             | 183,10      | 1  | 67,13 | 6  | 115,97 | 9    |
| 5    | Mao Asada                | Japonia           | 177,36      | 5  | 59,39 | 5  | 117,97 | 8    |
| 6    | Li Zijun                 | Chiny             | 171,50      | 9  | 53,16 | 4  | 118,34 | 7    |
| 7    | Kaetlyn Osmond           | Kanada            | 164,85      | 7  | 55,18 | 7  | 109,67 | 6    |
| 8    | Maé-Bérénice Méité       | Francja           | 159,71      | 6  | 58,51 | 9  | 101,20 | 5    |
| 9    | Zhang Kexin              | Chiny             | 155,49      | 8  | 54,97 | 10 | 100,52 | 4    |
| 10   | Jelizawieta Tuktamyszewa | Rosja             | 152,16      | 10 | 49,94 | 8  | 102,22 | 3    |
| 11   | Gabrielle Daleman        | Kanada            | 140,82      | 12 | 48,82 | 11 | 92,00  | 2    |
| 12   | Lénaëlle Gilleron-Gorry  | Francja           | 121,80      | 11 | 49,41 | 12 | 72,39  | 1    |

### Pary sportowe
| Poz. | Zawodnicy                          | Reprezentacja     | Nota łączna | SP  | SP    | FS  | FS     | Pts. |
| ---- | ---------------------------------- | ----------------- | ----------- | --- | ----- | --- | ------ | ---- |
| 1    | Tetiana Wołosożar / Maksim Trańkow | Rosja             | 210,47      | 1   | 74,41 | 1   | 136,06 | 12   |
| 2    | Meagan Duhamel / Eric Radford      | Kanada            | 191,15      | 2   | 69,94 | 2   | 121,21 | 11   |
| 3    | Peng Cheng / Zhang Hao             | Chiny             | 174,40      | 4   | 58,62 | 3   | 115,78 | 10   |
| 4    | Vanessa James / Morgan Ciprès      | Francja           | 174,31      | 3   | 58,73 | 4   | 115,58 | 9    |
| 5    | Marissa Castelli / Simon Shnapir   | Stany Zjednoczone | 172,30      | 5   | 57,18 | 5   | 115,12 | 8    |
| 6    | DNS                                | Japonia           | DNS         | DNS | DNS   | DNS | DNS    | 0    |

### Pary taneczne
| Poz. | Zawodnicy                        | Reprezentacja     | Nota łączna | SD | SD    | FD | FD    | Pts. |
| ---- | -------------------------------- | ----------------- | ----------- | -- | ----- | -- | ----- | ---- |
| 1    | Madison Chock / Evan Bates       | Stany Zjednoczone | 164,91      | 1  | 66,54 | 1  | 98,37 | 12   |
| 2    | Kaitlyn Weaver / Andrew Poje     | Kanada            | 160,08      | 2  | 62,42 | 2  | 97,66 | 11   |
| 3    | Ksienija Mońko / Kiriłł Chalawin | Rosja             | 149,27      | 3  | 59,47 | 3  | 89,80 | 10   |
| 4    | Cathy Reed / Chris Reed          | Japonia           | 141,75      | 4  | 56,35 | 4  | 85,40 | 9    |
| 5    | Pernelle Carron / Lloyd Jones    | Francja           | 138,97      | 5  | 54,73 | 5  | 84,24 | 8    |
| 6    | Yu Xiaoyang / Wang Chen          | Chiny             | 113,76      | 6  | 45,15 | 6  | 68,61 | 7    |

### Klasyfikacja końcowa
| Poz. | Reprezentacja     | Soliści  | Solistki | Pary sportowe | Pary taneczne | Pts. |
| ---- | ----------------- | -------- | -------- | ------------- | ------------- | ---- |
| 1    | Stany Zjednoczone | 9+7=16   | 11+10=21 | 8             | 12            | 57   |
| 2    | Kanada            | 11+10=21 | 6+2=8    | 11            | 11            | 51   |
| 3    | Japonia           | 12+8=20  | 12+8=20  | 0             | 9             | 49   |
| 4    | Rosja             | 5+0=5    | 9+3=12   | 12            | 10            | 39   |
| 5    | Chiny             | 4+3=7    | 7+4=11   | 10            | 7             | 35   |
| 6    | Francja           | 6+2=8    | 5+1=6    | 9             | 8             | 31   |